# Родріго Муньйос
Родрі́го Марті́н Муньйо́с Саломо́н (ісп. Rodrigo Martín Muñoz Salomón, нар. 22 січня 1982, Монтевідео) — уругвайський футболіст, воротар парагвайського клубу «Лібертад».

## Ігрова кар'єра
У дорослому футболі дебютував 2000 року виступами за команду клубу «Серро», в якій провів дев'ять сезонів.
Своєю грою за цю команду привернув увагу представників тренерського штабу клубу «Насьйональ», до складу якого приєднався 2009 року. Відіграв за клуб Монтевідео наступні три сезони своєї ігрової кар'єри. Більшість часу, проведеного у складі «Насьйоналя», був основним голкіпером команди.
До складу парагвайського «Лібертада» перейшов 2012 року.

## Кар'єра у збірній
Попри відсутність досвіду виступів за національну збірну Уругваю, 31 травня 2014 року був включений до її заявки для участі у чемпіонаті світу 2014 як один з дублерів основного голкіпера команди Фернандо Муслери.

## Титули і досягнення
- Чемпіон Уругваю (2): 2008/09, 20010/11
- Чемпіон Парагваю (7): 2012К, 2014А, 2014К, 2016А, 2017А, 2020А, 2021К